# Laurie Elliott
Laurie Elliott (nacida el 18 de enero de 1971) es una Actriz canadiense, actriz de voz, guionista y comediante en vivo. Ella ha aparecido en The Red Green Show, y ganó el 2006 Premio de la Comedia Canadiense como Mejor Artista Femenina en vivo. También es miembro del sketch de comedia dúo Kevlor-2000 con Kevin MacDonald.
En 2003, Elliott participó en una broma del Día de los Inocentes organizada por Comedy Network de Canadá, que anunció que estaba programado para protagonizar una nueva versión del sitcom canadiense de 1970, El Problema con Tracy.
Elliot está participando en el programa de comedia en vivo canadiense Video on Trial que también está protagonizada por comediantes canadiense como Debra DiGiovanni, Ron Sparks y Nikki Payne.
Elliot estaba en Betty Atómica como Noah Parker, y actualmente está expresando uno de los nuevos concursantes, Jo en Drama Total: la Venganza de la Isla. Elliot también ha escrito un buen número de episodios de la serie de televisión Drama Total, entre ellos los episodios de Drama Total Gira Mundial "Revolución de la Palmada", "Los Ex-pedientes", "La Secuela III: Después del Caos" y "Safari Africano", los episodios de Drama total: la Venganza de la Isla "Amigos del Hielo", "El Tesoro del Dr. McLean" y "El Franken-Bosque Encantado", y el episodio de Drama Total Todos Estrellas "Guerra de Comida".